# Tenagobia romani
Tenagobia romani är en insektsart som beskrevs av Lundblad 1928. Tenagobia romani ingår i släktet Tenagobia och familjen buksimmare. Inga underarter finns listade i Catalogue of Life.